# سیدی بوسعید
سیدی بوسعید (به عربی: سیدی بوسعید) یک منطقهٔ مسکونی در تونس است که در استان تونس واقع شده‌است. سیدی بوسعید ۵٬۹۱۱ نفر جمعیت دارد.

## خواهرخوانده
شهر لو توکه خواهرخواندهٔ سیدی بوسعید هست.